# Otto Bräutigam
Otto Bräutigam, född den 14 maj 1895 i Wesel, död den 30 april 1992 i Coesfeld, var en tysk jurist och diplomat. I Tredje riket var han högt uppsatt tjänsteman vid Auswärtiges Amt och Riksministeriet för de ockuperade östområdena.

## Biografi
Den 29 januari 1942, nio dagar efter Wannseekonferensen, ledde Bräutigam en konferens där deltagarna särskilt diskuterade definitionen av så kallade Mischlinge, personer av judisk blandras och hur man skulle förfara med dessa inom ramen för "den slutgiltiga lösningen".
Bräutigam, som var rådgivare åt riksminister Alfred Rosenberg, närvarade vid flera konferenser som rörde Tysklands ockupationspolitik i Baltikum och Sovjetunionen. Bräutigam var bland annat expert på bergsjudar och karaiter.

### Efter andra världskriget
En domstol i Nürnberg-Fürth frikände år 1950 Bräutigam från anklagelser om krigsförbrytelser. År 1953 anställdes Bräutigam ånyo vid Auswärtiges Amt och var generalkonsul i Hongkong 1958–1960. 1959 tilldelades han Großes Bundesverdienstkreuz.